# Coupe d'Allemagne féminine de football 1988-1989
Navigation
Édition précédente Édition suivante
Le DFB-Pokal Frauen 1988-1989 est la neuvième édition de la Coupe d'Allemagne féminine.
Il s'agit d'une compétition à élimination directe ouverte aux vainqueurs des coupes de chaque fédération régionale. Elle est organisée par la Fédération allemande de football (DFB).
La finale a lieu le 24 juin 1989 au stade olympique de Berlin. Le club TSV Siegen remporte sa quatrième Coupe d'Allemagne.

## Format
Les équipes participantes sont les vainqueurs des coupes des fédérations régionales, chaque fédération envoie une équipe. La compétition commence avec les huitièmes de finale qui se jouent sur un match, comme les quarts de finale et les demi-finales. 
La finale se joue le 24 juin 1989 en lever de rideau de la finale masculine.

## Demi-finales
Les matchs se jouent le 14 et 16 avril 1989.
| Equipe 1                 | Equipe 2    | Score |
| ------------------------ | ----------- | ----- |
| SSG 09 Bergisch Gladbach | TSV Siegen  | 1 - 3 |
| FSV Francfort            | TuS Ahrbach | 4 - 0 |

## Finale
| 24 juin 1989 | TSV Siegen | 5 - 1   | FSV Francfort | Stade olympique de Berlin, Berlin |                      |
|              |            | (3 - 0) |               | Spectateurs : 10 000              | Spectateurs : 10 000 |

- Le TSV Siegen remporte son quatrième titre d'affilée[2].